# 無名戦士の墓 (キーウ)

墓（2008年）

ウクライナの無名戦士の墓（むめいせんしのはか、ウクライナ語: Могила невідомого солдата）は、首都キーウにある戦争記念施設であり、第二次世界大戦中に戦死したソビエト連邦の赤軍兵士専用になっている。en:Park of Eternal Glory内部のthe Memorial of Eternal Gloryにある。記念碑は27メートルの高いオベリスクであり、墓では永遠の炎も灯されている。

## 概観
墓は、1957年11月6日、ロシアの十月革命のルビー・ジュビリー（40周年）の前日に開かれた。1967年5月8日、墓はウクライナ解放に命を捧げたウクライナの無名戦士の専用になった。アメリカ合衆国のリチャード・ニクソン大統領 、アゼルバイジャンのイルハム・アリエフ大統領、リトアニアのアルギルダス・ブトケヴィチュース首相、ロシア連邦のウラジーミル・プーチン大統領、トルコのレジェップ・タイイップ・エルドアン首相といった国際的な高官が、墓を訪問して花輪を捧げている。ウクライナ外務省のthe State Protocol Departmentによる正式な外交儀礼として、公式訪問中の高官が無名戦士の墓に花輪を捧げている。イギリス政府は、毎年、墓でリメンブランス・デーの礼拝を行っている。
en:Ukrainian decommunization lawsが2015年に施行されてから、モニュメントは親ロシア派とナショナリストの不和の象徴になっている。2016年8月、ネオナチが無名戦士の墓の慰霊碑を破壊した。2017年11月7日、慰霊碑の60周年の翌日に、破壊者が水に溶かしたセメントで永遠の炎を埋めた。ゆえに、開始以来初めて、永遠の炎が途切れた。後に、永遠の炎は当局より再び灯された。

## ギャラリー

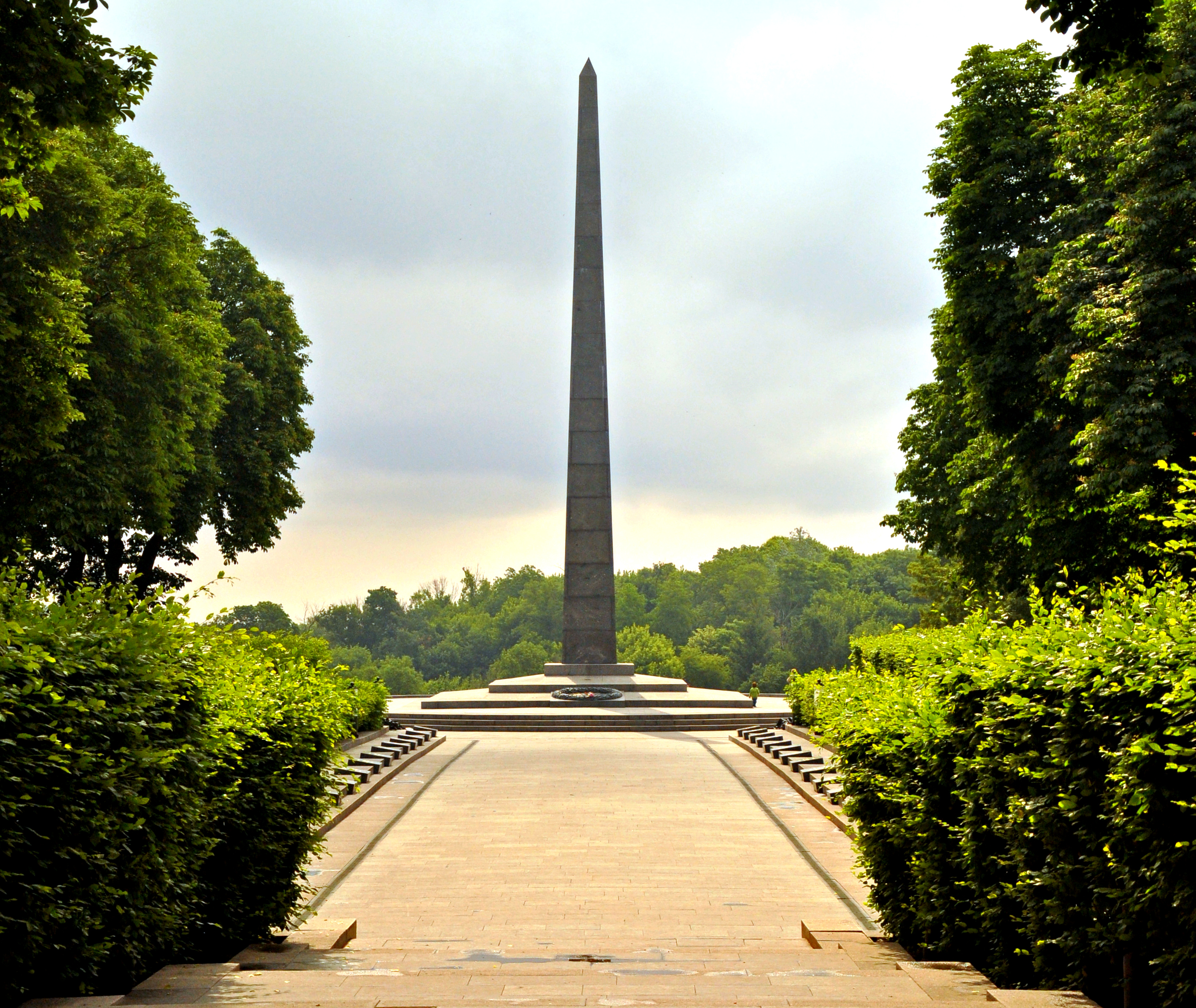
無名戦士
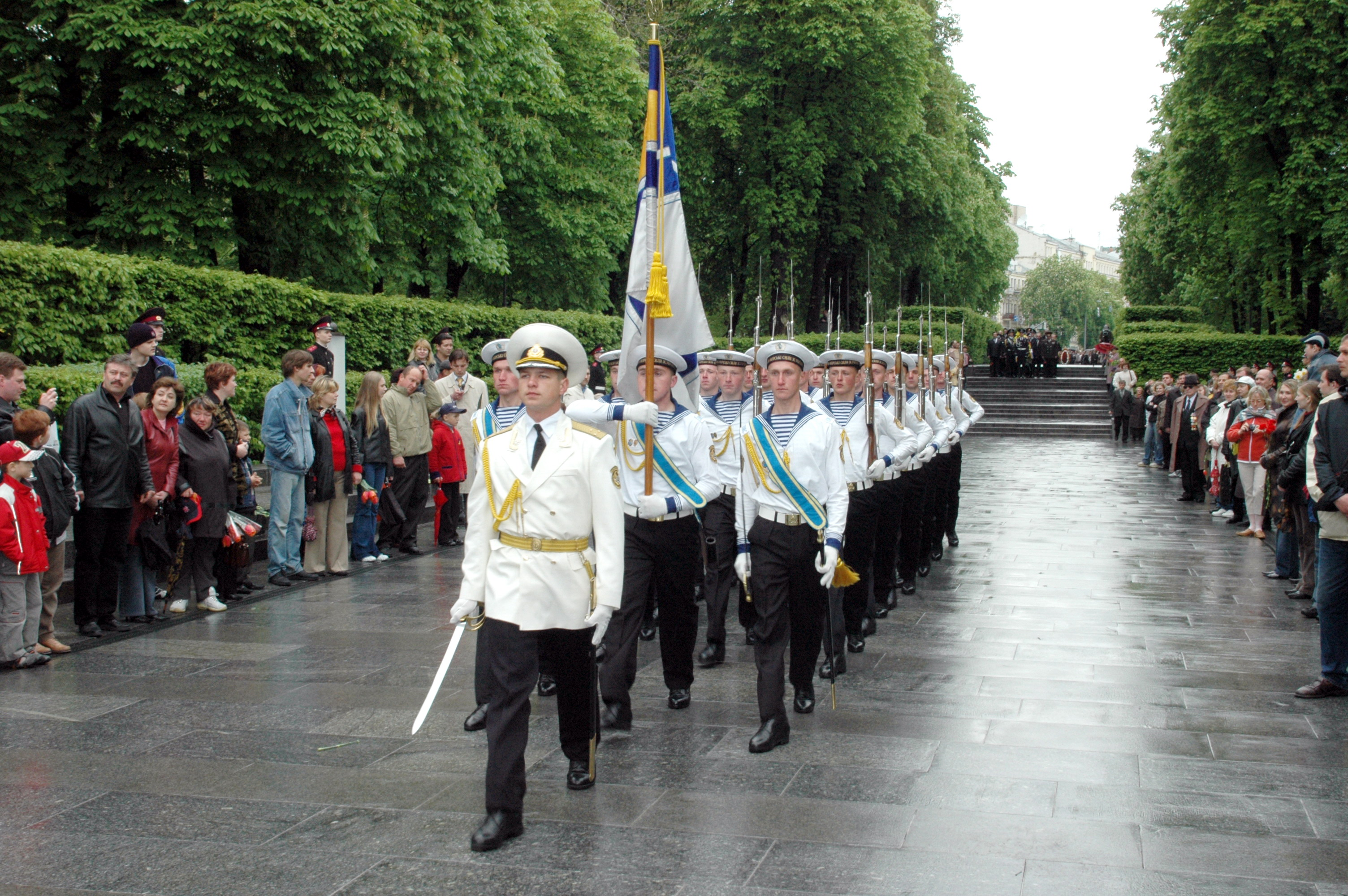
ウクライナ海軍のen:honor guardが墓に向かって行進している。
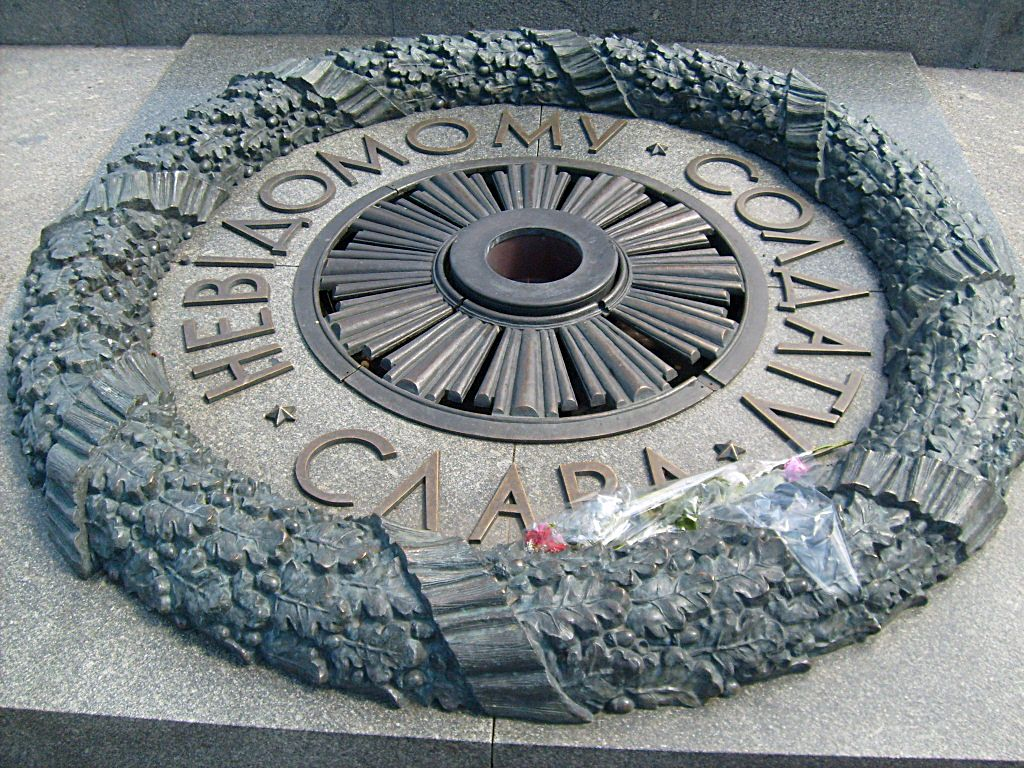
永遠の炎
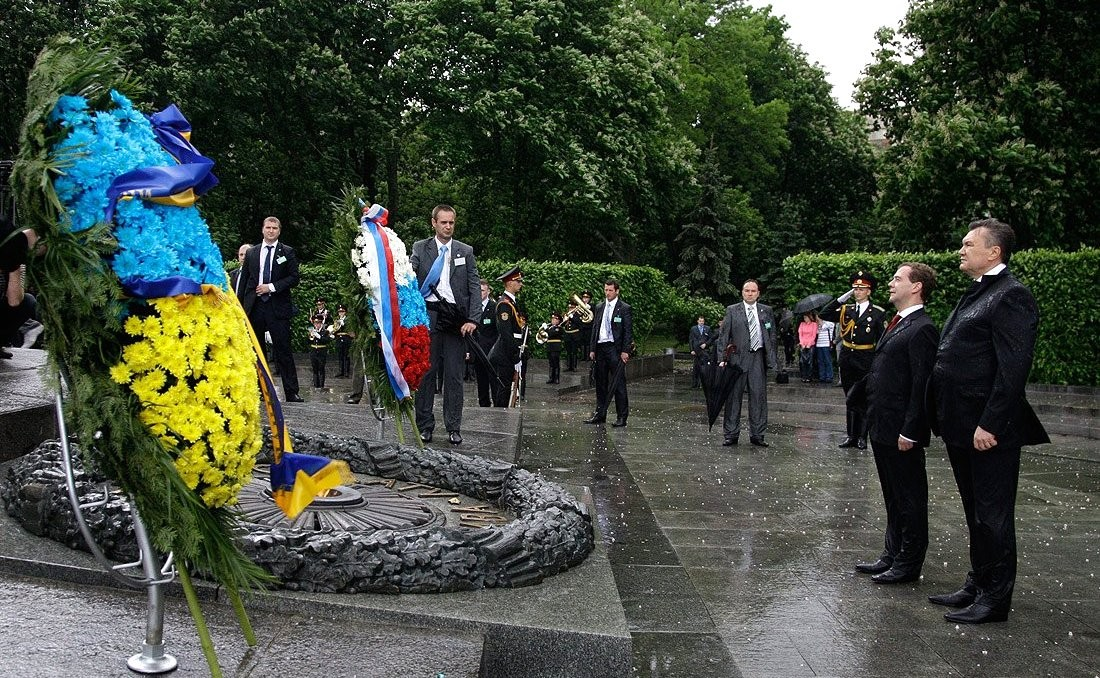
ドミートリー・メドヴェージェフ と ヴィクトル・ヤヌコーヴィチ（墓場にて）
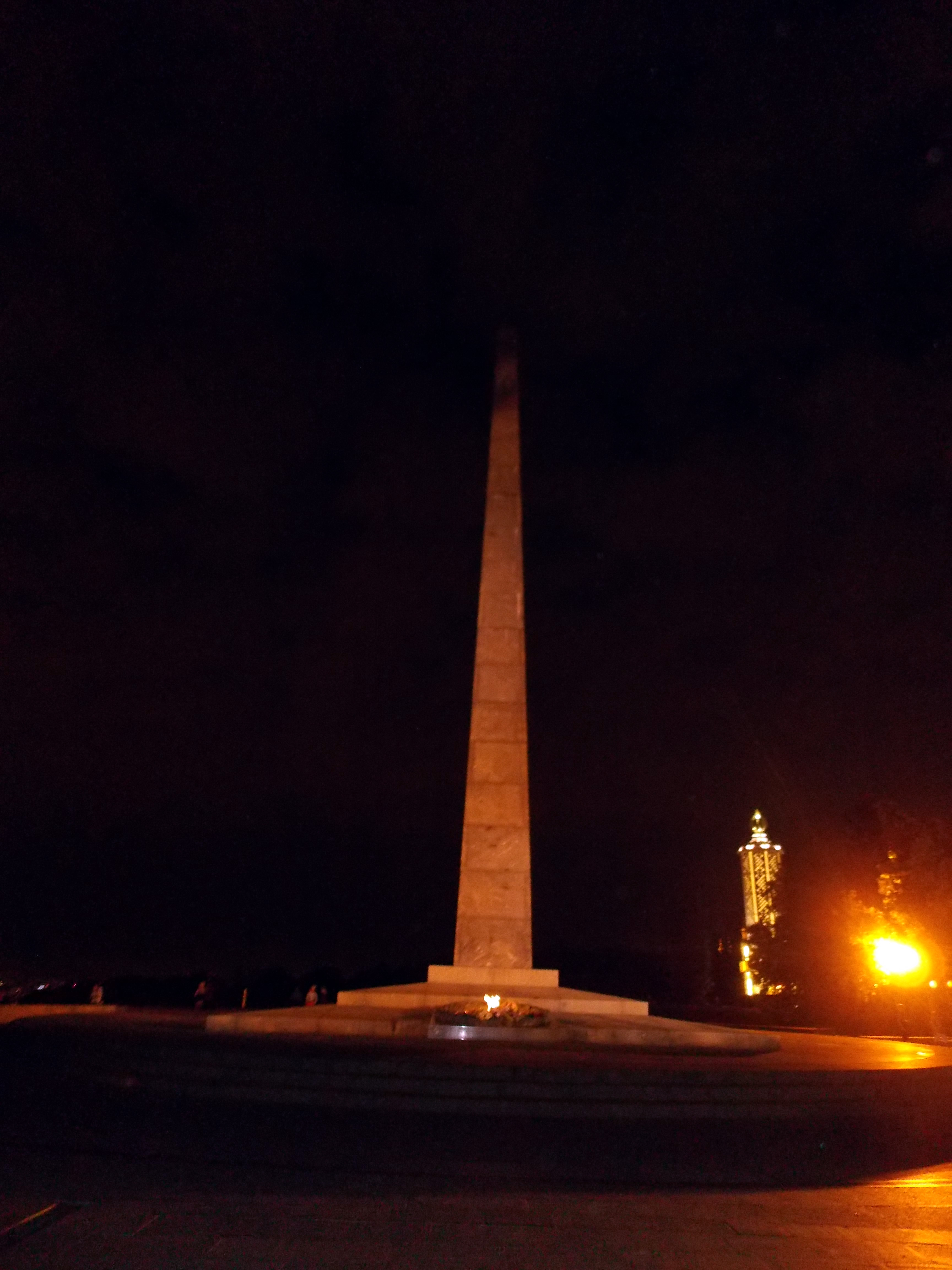
永遠の炎（夜）